# BS-One
BS-One is een Nederlands muziekduo. Ze maken hiphop- en R&B-producties en bestaan uit Reshmay en Pro-X. Ze verzorgen liveshows met rap en zang gecombineerd met hiphop en breakdance.

## Biografie
Reshmay en Pro-X leerden elkaar kennen in de studio tijdens een opname. Officieel bestaat BS-ONE sinds 2000. Ze treden op in Nederland en in het buitenland. Ze geven liveshows met rap en zang in combinatie met hiphop en breakdance. Enkele hoogtepunten van BS-ONE in Nederland zijn de optredens voor MTV, Breakout, TMF Warchild, Ahoy Kidsadventure, 010 City Games, Binnenstebuiten Festival, Rotterdam Import, Urban Style Festival, Grote prijs van Nederland, Live For Live Festival, Waterlife 2003, de Clench Flatland-tournee en het voorprogramma van Kelis in Amsterdam.
De choreografie wordt verzorgd door Reshmay. Hun eerste single NaZtY stond 6 weken op nummer 1 in de BOX Urban Charts. BS-One is onder contract bij het platenlabel "Earforce", dat de tweede single Shake It in augustus 2004 uitbracht.
In 2005 kwam BS-ONE met de nieuwe single This Beat is hot. Het album Checklist komt in de zomer van 2005 uit. Op het album staat een brede variatie van muziekgenres, maar allemaal met het bekende hiphopsmaakje.

## Discografie

### Singles
met hitnoteringen in de Nederlandse Top 40
| Single met eventuele hitnotering(en) in de Nederlandse Top 40 | Datum van verschijnen | Datum van binnenkomst | Hoogste positie | Aantal weken | Opmerkingen |
| ------------------------------------------------------------- | --------------------- | --------------------- | --------------- | ------------ | ----------- |
| Nazty                                                         | 6-2003                |                       |                 |              |             |
| Shake it                                                      | 8-2004                |                       |                 |              |             |
| Freaky                                                        | 12-2004               | 22-1-2005             | tip 9           |              |             |
| This Beat Is Hot                                              | 05-2005               |                       |                 |              |             |